# Cécile Telerman
Cécile Telerman (Brussel·les, 17 de gener de 1965)  és una actriu, productora, guionista i director belga.

## Biografia
Amb formació jurídica, Cécile Telerman va iniciar la seva carrera en el món del cinema a la SACD (Departament d'Audiovisual), responsable de missió al CNC, i executiu de la companyia de producció i distribució Sagittaire Films. Va crear la seva pròpia empresa de producció, Les films de la Greluche, el 2000. Va intentar la direcció el 2005 dirigint Tout pour plaire, després Quelque chose à te dire el 2009, pel qual va guanyar el premi especial del jurat al Festival Internacional de Cinema d'Humor de l'Alpe d'Huez. Va ser nominada al Premi del Públic el 2015 per Les Yeux jaunes des crocodiles, adaptat de l'èxit literari de Katherine Pancol. Va fer aquesta pel·lícula als 49 anys, quan sortia d'una separació i vivia sola amb la seva filla.

## Filmografia
- 2005 : Tout pour plaire (direcció)
- 2008 : 48 heures par jour de Catherine Castel (actriu)
- 2009 : Quelque chose à te dire (Blame It on Mum) (direcció, guió, adaptació)
- 2013 : Je fais le mort de Jean-Paul Salomé (col·laboració en el guió)
- 2015 : Les Yeux jaunes des crocodiles (direcció)
- 2023 : Ma langue au chat (direcció, guió)

## Distincions
- 2009 : premi especial del jurat al Festival Internacional de Cinema d'Humor de l'Alpe d'Huez per Quelque chose à te dire